# Björn Borg
Björn Borg (Estocolm, 6 de juny de 1956) és un extennista suec que va destacar entre 1973 i 1983 arribant a primer lloc del rànquing ATP. És considerat per alguns especialistes com el millor jugador de la història del tennis o en tot cas, entre els 5 millors de tots els temps.
Durant els 9 anys de la seva carrera va guanyar el 41% dels torneigs de Grand Slam individuals masculins (11 de 27) i quasi el 90% dels partits dels Grand Slam, essent les dues dades rècords per a la història. A més va fer el doblet de Roland Garros i Wimbledon tres anys consecutius, fet considerat quasi impossible pels jugadors actuals. Entre els 11 títols de Grand Slam destaquen els cinc de Wimbledon consecutius i sis Roland Garros. Aquesta darrera marca fou vigent fins que Rafael Nadal va guanyar el títol per setena ocasió l'any 2012. Fou el primer tennista masculí en guanyar deu títols de Grand Slam però la seva marca d'onze fou superada per diversos tennistes posteriorment, i també el primer a superar el milió de dòlars de guanys en una sola temporada (1979).

## Biografia
Borg va néixer a Estocolm el 6 de juny de 1956 però va créixer a la localitat de Södertälje. De petit va quedar fascinat de la raqueta de tennis daurada que va guanyar el seu pare en un torneig de tennis taula, i ell li va deixar perquè comencés a jugar a tennis.
Es va casar amb la tennista romanesa Mariana Simionescu el 24 de juliol de 1980. El matrimoni va durar quatre anys i es van divorciar el 1984. Posteriorment va tenir un fill amb la model sueca Jannike Björling però es va casar amb la cantant italiana Loredana Bertè (1989-1993). En aquesta època van aparèixer rumors sobre addicció a les drogues i intents de suïcidi fallits degut als greus problemes econòmics que patia, però sempre ho va negar. Tanmateix, a principis de 1990 va decidir tornar al circuit professional de tennis masculí amb la intenció de superar aquests problemes econòmics sense èxit.

## Torneigs de Grand Slam

### Individual: 16 (11−5)
| Resultat  | Núm. | Any  | Torneig           | Oponent          | Resultat                      |
| --------- | ---- | ---- | ----------------- | ---------------- | ----------------------------- |
| Guanyador | 1.   | 1974 | Roland Garros     | Manuel Orantes   | 2−6, 6−7(1), 6−0, 6−1, 6−1    |
| Guanyador | 2.   | 1975 | Roland Garros (2) | Guillermo Vilas  | 6−2, 6−3, 6−4                 |
| Guanyador | 3.   | 1976 | Wimbledon         | Ilie Năstase     | 6−4, 6−2, 9−7                 |
| Finalista | 1.   | 1976 | US Open           | Jimmy Connors    | 4−6, 6−3, 6−7(9), 4−6         |
| Guanyador | 4.   | 1977 | Wimbledon (2)     | Jimmy Connors    | 3−6, 6−2, 6−1, 5−7, 6−4       |
| Guanyador | 5.   | 1978 | Roland Garros (3) | Guillermo Vilas  | 6−1, 6−1, 6−3                 |
| Guanyador | 6.   | 1978 | Wimbledon (3)     | Jimmy Connors    | 6−2, 6−2, 6−3                 |
| Finalista | 2.   | 1978 | US Open (2)       | Jimmy Connors    | 4−6, 2−6, 2−6                 |
| Guanyador | 7.   | 1979 | Roland Garros (4) | Victor Pecci     | 6−3, 6−1, 6−7(6), 6−4         |
| Guanyador | 8.   | 1979 | Wimbledon (4)     | Roscoe Tanner    | 6−7(4), 6−1, 3−6, 6−3, 6−4    |
| Guanyador | 9.   | 1980 | Roland Garros (5) | Vitas Gerulaitis | 6−4, 6−1, 6−2                 |
| Guanyador | 10.  | 1980 | Wimbledon (5)     | John McEnroe     | 1−6, 7−5, 6−3, 6−7(16), 8−6   |
| Finalista | 3.   | 1980 | US Open (3)       | John McEnroe     | 6−7(4), 1−6, 7−6(5), 7−5, 4−6 |
| Guanyador | 11.  | 1981 | Roland Garros (6) | Ivan Lendl       | 6−1, 4−6, 6−2, 3−6, 6−1       |
| Finalista | 4.   | 1981 | Wimbledon         | John McEnroe     | 6−4, 6−7(1), 6−7(4), 4−6      |
| Finalista | 5.   | 1981 | US Open (4)       | John McEnroe     | 6−4, 2−6, 4−6, 3−6            |

## Carrera esportiva
Borg va entrar al circuit de tennis professional amb només 14 anys, i el 1972, amb només 15 anys, ja va formar part de l'equip suec de Copa Davis i va guanyar el seu primer partit en aquesta competició. Aquest mateix any es va imposar en la final júnior de Wimbledon. L'any següent ja va disputar el torneig sènior i en el primer intent es va classificar per disputar els quarts de final. El primer títol professional el guanyà el 1974, poc abans de complir els 18 anys, a Roma. Poques setmanes després es va imposar en la final del Roland Garros superant l'espanyol Manuel Orantes. Amb 18 anys acabats de fer va esdevenir el guanyador més jove d'aquest torneig, malgrat que posteriorment fou superat pel seu compatriota Mats Wilander (1982) i l'estatunidenc Michael Chang (1989). L'any següent va reeditar el títol davant Guillermo Vilas. Aquest mateix any va classificar l'equip suec per la final de la Copa Davis, i allà s'imposaren a Txecoslovàquia. En aquest moment, Borg portava 19 victòries individuals consecutives des de 1973. De fet, Borg ja no perdria cap més partit individual fins a la seva retirada encadenant 33 victòries consecutives, rècord que encara és vigent.

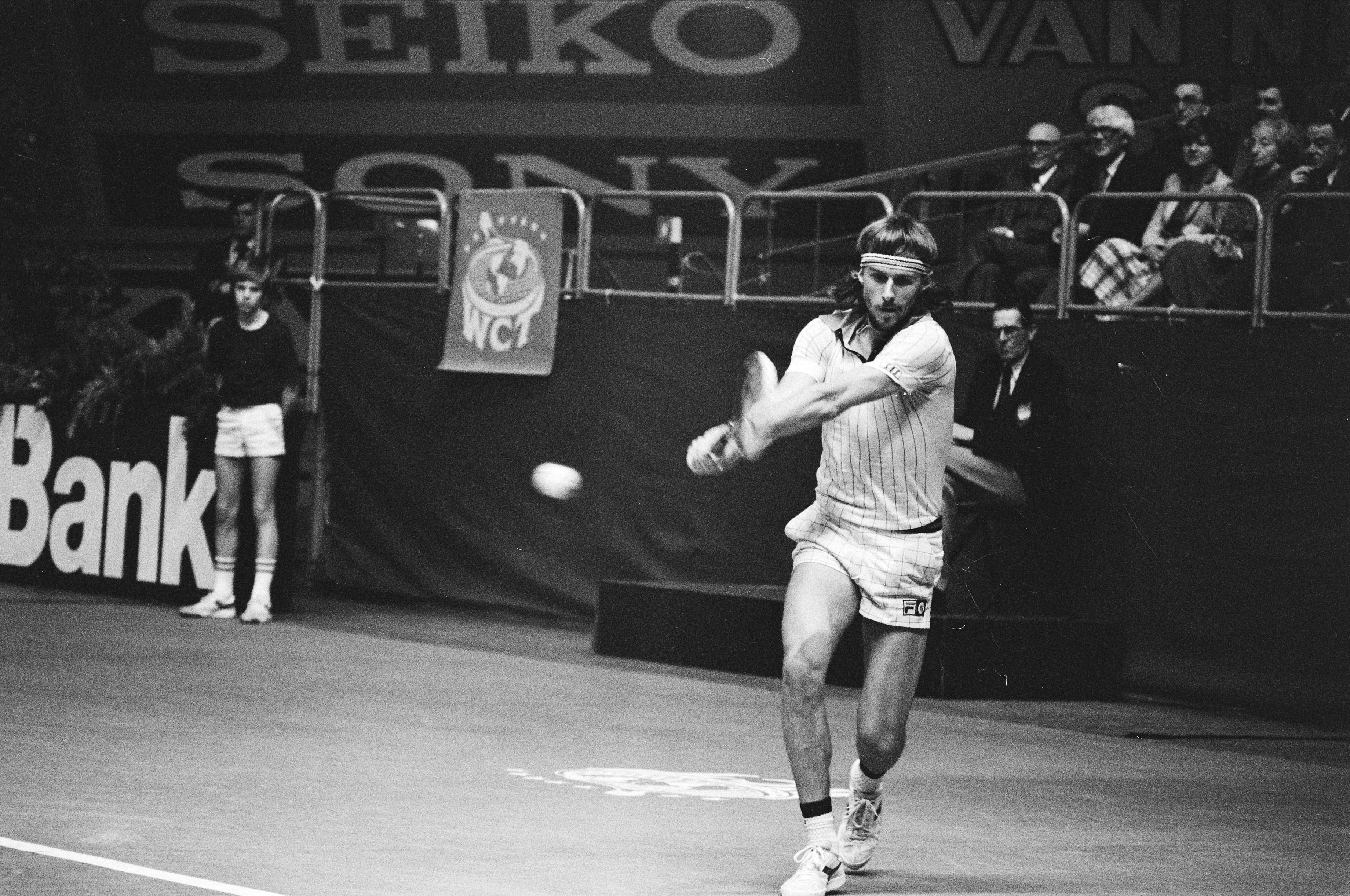
Björn Borg a Rotterdam (1979).

En el 1976 fou derrotat per Adriano Panatta en el Roland Garros, l'únic tennista que va guanyar a Borg en aquest torneig, i en dues ocasions (1973, 1976). Es va refer amb el títol de Wimbledon sense cedir cap set i derrotant a Ilie Năstase en la final. En aquesta ocasió també es va classificar per disputar la final del US Open per primera vegada en la seva carrera, en aquell moment es disputava sobre terra batuda, però fou superat per Jimmy Connors, número 1 del rànquing. La temporada 1977 no va disputar el Roland Garros a causa d'estar sota contracte amb la WTT. Novament es va imposar a Wimbledon i en aquesta ocasió davant Connors. Aquesta victòria el va ascendir fins al número 1 del rànquing, tot i que només per una setmana, però suficient per trencar una marca de 160 setmanes consecutives de Connors.
En el 1978 va guanyar el Roland Garros davant Guillermo Vilas en la final, i sense cedir cap set en tot el torneig. A continuació va fer doblet amb la victòria a Wimbledon davant Connors. També es va classificar per la final del US Open encadenant tres finals de Grand Slam consecutives, però novament va ser derrotat per Connors, en aquesta ocasió ja sobre pista dura. A principis d'any va recuperar el número 1 del rànquing i va consolidar aquesta posició amb els títols de Roland Garros i Wimbledon, derrotant a Victor Pecci i Roscoe Tanner en la final, respectivament. En el US Open, Tanner es va venjar superant-lo en quarts de final. A final de temporada es va endur la seva primera Copa Masters davant Vitas Gerulaitis.
En el 1980 es van repetir els èxits demostrant el seu domini sobre el circuit, i novament va fer doblet al Roland Garros i a Wimbledon, vencent a Gerulaitis i John McEnroe respectivament. Guanyà el Roland Garros sense cedir cap set i guanyà el cinquè torneig de Wimbledon per cinquena vegada consecutiva. La final de Wimbledon contra McEnroe és recordada com una de les millors jugades, destacant el cinc sets disputats, un quart set decidit al tie-break després de 34 punts (18-16), i gairebé 4 hores de duració. Posteriorment, Borg va declarar que durant el partit va sentir per primera vegada la sensació que el seu domini en el circuit s'estava esgotant. També va disputar la final del US Open contra McEnroe, i per tercera vegada en fou finalista. Per acabar l'any es va imposar en la final de la Copa Masters davant Ivan Lendl. La temporada 1981, Borg va guanyar el seu darrer títol de Grand Slam al Roland Garros derrotant a Lendl en la final. Aquest va representar el sisè títol de Roland Garros, fita que fou rècord històric fins que Rafael Nadal el superà l'any 2012. A continuació fou finalista a Wimbledon davant McEnroe, posant punt final al seu registre de 41 victòries consecutives. També fou finalista al US Open, derrotat novament per McEnroe, i representà la seva quart final en aquest torneig sense haver aconseguit imposar-s'hi mai.
La temporada 1982 només va disputar un sol torneig, perdent en quarts de final de Montecarlo davant Yannick Noah. El gener de 1983 va anunciar oficialment la seva retirada del tennis professional amb només 26 anys. Aquesta notícia esdevingué un xoc pel món del tennis, i fins i tot, el seu rival McEnroe va intentar persuadir-lo sense sort perquè continués en el circuit. Malgrat la seva retirada, encara va disputar el torneig de Montecarlo el març de 1983 i el de Stuttgart el juliol de 1984 sense aconseguir bons resultats.
A principis de 1990 va decidir tornar al circuit professional de tennis masculí per superar els seus problemes econòmics. Ho va fer amb una imatge totalment canviada i encara utilitzant raquetes de fusta quan els seus rivals ja no les usaven. Malauradament fou un fracàs total i no va aconseguir ni una sola victòria individual. El primer partit el va disputar davant el català Jordi Arrese per va caure de forma clara, i llavors va disputar nou partits més sense imposar-se en cap set. En el 1993 va millorar el seu rendiment guanyant algun set però tampoc va poder derrotar cap dels seus rivals, i es va retirar definitivament. Posteriorment va unir-se al circuit de veterans ja utilitzant raquetes modernes.

## Palmarès

### Individual: 88 (64−24)
| Llegenda                                             |
| ---------------------------------------------------- |
| Grand Slams (11−5)                                   |
| Tennis Masters Cup / WCT Finals (3−5)                |
| Grand Prix Championship Series (15−4)                |
| Grand Prix World Series / WCT Regular Series (35−10) |

| Títols per superfície |
| --------------------- |
| Dura (3−7)            |
| Gespa (5−1)           |
| Terra batuda (21−6)   |
| Moqueta (15−10)       |

| Resultat  | Núm. | Data                   | Torneig                               | Superfície   | Oponent            | Marcador                     |
| --------- | ---- | ---------------------- | ------------------------------------- | ------------ | ------------------ | ---------------------------- |
| Finalista | 1.   | 23 d'abril de 1973     | Montecarlo, Mònaco                    | Terra batuda | Ilie Năstase       | 4−6, 1−6, 2−6                |
| Finalista | 2.   | 30 de setembre de 1973 | San Francisco, Estats Units           | Moqueta      | Roy Emerson        | 7−5, 1−6, 4−6                |
| Finalista | 3.   | 11 de novembre de 1973 | Estocolm, Suècia                      | Dura (i)     | Tom Gorman         | 3−6, 6−4, 6−7                |
| Finalista | 4.   | 25 de novembre de 1973 | Buenos Aires, Argentina               | Terra batuda | Guillermo Vilas    | 6−3, 7−6, 4−6, 6−6, retirada |
| Guanyador | 1.   | 12 de gener de 1974    | Auckland, Nova Zelanda                | Gespa        | Onny Parun         | 6−4, 6−3, 6−1                |
| Guanyador | 2.   | 24 de febrer de 1974   | Londres WCT, Regne Unit               | Dura (i)     | Mark Cox           | 6−7(4), 7−6(6), 6−4          |
| Finalista | 5.   | 3 de març 1974         | Barcelona WCT, Espanya                | Moqueta      | Arthur Ashe        | 4−6, 6−3, 3−6                |
| Guanyador | 3.   | 17 de març de 1974     | São Paulo WCT, Brasil                 | Moqueta (i)  | Arthur Ashe        | 6−2, 3−6, 6−3                |
| Finalista | 6.   | 21 d'abril de 1974     | Houston WCT, Estats Units             | Terra batuda | Rod Laver          | 6−7, 2−6                     |
| Finalista | 7.   | 12 de maig de 1974     | WCT Finals, Dallas, Estats Units      | Moqueta      | John Newcombe      | 6−4, 3−6, 3−6, 2−6           |
| Guanyador | 4.   | 2 de juny de 1974      | Roma, Itàlia                          | Terra batuda | Ilie Năstase       | 6−3, 6−4, 6−2                |
| Guanyador | 5.   | 16 de juny de 1974     | Roland Garros, França                 | Terra batuda | Manuel Orantes     | 2−6, 6−7, 6−0, 6−1, 6−1      |
| Guanyador | 6.   | 14 de juliol de 1974   | Bastad, Suècia                        | Terra batuda | Adriano Panatta    | 6−3, 6−0, 6−7, 6−3           |
| Finalista | 8.   | 11 d'agost de 1974     | Indianapolis, Estats Units            | Terra batuda | Jimmy Connors      | 7−5, 3−6, 4−6                |
| Guanyador | 7.   | 25 d'agost de 1974     | Boston, Estats Units                  | Terra batuda | Tom Okker          | 7−6, 6−1, 6−1                |
| Finalista | 9.   | 13 d'octubre de 1974   | Madrid, Espanya                       | Terra batuda | Ilie Năstase       | 4−6, 7−5, 2−6, 6−4, 4−6      |
| Guanyador | 8.   | 7 de desembre de 1974  | Adelaida, Austràlia                   | Gespa        | Onny Parun         | 6−4, 6−4, 3−6, 6−2           |
| Guanyador | 9.   | 2 de febrer de 1975    | Richmond WCT, Estats Units            | Moqueta      | Arthur Ashe        | 4−6, 6−4, 6−4                |
| Guanyador | 10.  | 12 de febrer de 1975   | Bolonya WCT, Itàlia                   | Moqueta      | Arthur Ashe        | 7−6(4), 4−6, 7−6(4)          |
| Finalista | 10.  | 23 de febrer de 1975   | Barcelona WCT (2)                     | Moqueta      | Arthur Ashe        | 6−7, 3−6                     |
| Finalista | 11.  | 16 de març de 1975     | Munic WCT, Alemanya                   | Moqueta      | Arthur Ashe        | 4−6, 6−7                     |
| Finalista | 12.  | 11 de maig de 1975     | WCT Finals, Dallas (2)                | Moqueta      | Arthur Ashe        | 6−3, 4−6, 4−6, 0−6           |
| Guanyador | 11.  | 15 de juny de 1975     | Roland Garros (2)                     | Terra batuda | Guillermo Vilas    | 6−2, 6−3, 6−4                |
| Guanyador | 12.  | 25 d'agost de 1975     | Boston (2)                            | Terra batuda | Guillermo Vilas    | 6−3, 6−4, 6−2                |
| Guanyador | 13.  | 19 d'octubre de 1975   | Barcelona                             | Terra batuda | Adriano Panatta    | 1−6, 7−6, 6−3, 6−2           |
| Finalista | 13.  | 7 de desembre de 1975  | Copa Masters, Estocolm, Suècia        | Dura (i)     | Ilie Năstase       | 2−6, 2−6, 1−6                |
| Finalista | 14.  | 1 de febrer de 1976    | Filadèlfia WCT, Estats Units          | Moqueta      | Jimmy Connors      | 6−7, 4−6, 0−6                |
| Guanyador | 14.  | 15 de febrer de 1976   | Toronto WCT, Canadà                   | Moqueta      | Vitas Gerulaitis   | 2−6, 6−3, 6−1                |
| Guanyador | 15.  | 4 d'abril de 1976      | São Paulo WCT (2)                     | Moqueta (i)  | Guillermo Vilas    | 7−6, 6−2                     |
| Guanyador | 16.  | 9 de maig de 1976      | WCT Finals, Dallas                    | Moqueta      | Guillermo Vilas    | 1−6, 6−1, 7−5, 6−1           |
| Guanyador | 17.  | 30 de maig de 1976     | Düsseldorf, Alemanya                  | Terra batuda | Manuel Orantes     | 6−2, 6−2, 6−0                |
| Guanyador | 18.  | 3 de juliol de 1976    | Wimbledon, Regne Unit                 | Gespa        | Ilie Năstase       | 6−4, 6−2, 9−7                |
| Guanyador | 19.  | 30 d'agost de 1976     | Boston (3)                            | Terra batuda | Harold Solomon     | 6−7, 6−4, 6−1, 6−2           |
| Finalista | 15.  | 12 de setembre de 1976 | US Open, Estats Units                 | Terra batuda | Jimmy Connors      | 4−6, 6−3, 6−7, 4−6           |
| Guanyador | 20.  | 23 de gener de 1977    | Boca Raton, Estats Units              | Terra batuda | Jimmy Connors      | 6−4, 5−7, 6−3                |
| Guanyador | 21.  | 6 de març de 1977      | Memphis, Estats Units                 | Moqueta      | Brian Gottfried    | 6−4, 6−3, 4−6, 7−5           |
| Guanyador | 22.  | 3 d'abril de 1977      | Niça, França                          | Terra batuda | Guillermo Vilas    | 6−4, 1−6, 6−2, 6−0           |
| Guanyador | 23.  | 10 d'abril de 1977     | Montecarlo WCT                        | Terra batuda | Corrado Barazzutti | 6−3, 7−5, 6−0                |
| Guanyador | 24.  | 24 d'abril de 1977     | Denver, Estats Units                  | Moqueta      | Brian Gottfried    | 7−5, 6−2                     |
| Guanyador | 25.  | 2 de juliol de 1977    | Wimbledon (2)                         | Gespa        | Jimmy Connors      | 3−6, 6−2, 6−1, 5−7, 6−4      |
| Guanyador | 26.  | 16 d'octubre de 1977   | Madrid                                | Terra batuda | Jaime Fillol       | 6−3, 6−0, 6−7, 7−2           |
| Guanyador | 27.  | 23 d'octubre de 1977   | Barcelona (2)                         | Terra batuda | Manuel Orantes     | 6−2, 7−5, 6−2                |
| Guanyador | 28.  | 30 d'octubre de 1977   | Basilea, Suïssa                       | Moqueta      | John Lloyd         | 6−4, 6−2, 6−3                |
| Guanyador | 29.  | 6 de novembre de 1977  | Colònia, Alemanya                     | Moqueta      | Wojtek Fibak       | 6−4, 6−2, 6−3                |
| Guanyador | 30.  | 20 de novembre de 1977 | Wembley, Regne Unit                   | Dura (i)     | John Lloyd         | 6−4, 6−4, 6−3                |
| Finalista | 16.  | 8 de gener de 1978     | Copa Masters, Nova York, Estats Units | Moqueta      | Jimmy Connors      | 4−6, 6−1, 4−6                |
| Guanyador | 31.  | 15 de gener de 1978    | Birmingham WCT, Estats Units          | Moqueta      | Dick Stockton      | 7−6(4), 7−5                  |
| Guanyador | 32.  | 22 de gener de 1978    | Boca Raton (2)                        | Terra batuda | Jimmy Connors      | 7−6(1), 3−6, 6−1             |
| Guanyador | 33.  | 26 de març de 1978     | Las Vegas WCT, Estats Units           | Dura         | Vitas Gerulaitis   | 6−5(4), 5−6(5), 6−4, 6−5(4)  |
| Guanyador | 34.  | 2 d'abril de 1978      | Milà WCT, Itàlia                      | Moqueta      | Vitas Gerulaitis   | 6−3, 6−3                     |
| Guanyador | 35.  | 28 de maig de 1978     | Roma (2)                              | Terra batuda | Adriano Panatta    | 1−6, 6−3, 6−1, 4−6, 6−3      |
| Guanyador | 36.  | 11 de juny de 1977     | Roland Garros (3)                     | Terra batuda | Guillermo Vilas    | 6−1, 6−1, 6−3                |
| Guanyador | 37.  | 8 de juliol de 1978    | Wimbledon (3)                         | Gespa        | Jimmy Connors      | 6−2, 6−2, 6−3                |
| Guanyador | 38.  | 23 de juliol de 1978   | Bastad (2)                            | Terra batuda | Corrado Barazzutti | 6−1, 6−2                     |
| Finalista | 17.  | 10 de setembre de 1978 | US Open (2)                           | Dura         | Jimmy Connors      | 4−6, 2−6, 2−6                |
| Guanyador | 39.  | 5 de novembre de 1978  | Tòquio, Japó                          | Moqueta      | Brian Teacher      | 6−3, 6−4                     |
| Guanyador | 40.  | 4 de febrer de 1979    | Richmond WCT (2)                      | Moqueta      | Guillermo Vilas    | 6−3, 6−1                     |
| Guanyador | 41.  | 10 de febrer de 1979   | Boca Raton (3)                        | Dura         | Jimmy Connors      | 6−2, 6−3                     |
| Guanyador | 42.  | 2 d'abril de 1979      | Rotterdam, Països Baixos              | Moqueta      | John McEnroe       | 6−4, 6−2                     |
| Guanyador | 43.  | 9 d'abril de 1979      | Montecarlo (2)                        | Terra batuda | Vitas Gerulaitis   | 6−2, 6−1, 6−3                |
| Guanyador | 44.  | 23 d'abril de 1979     | Las Vegas (2)                         | Terra batuda | Jimmy Connors      | 6−3, 6−2                     |
| Finalista | 18.  | 6 de maig de 1979      | WCT Finals, Dallas (3)                | Moqueta      | John McEnroe       | 5−7, 6−4, 2−6, 6−7           |
| Guanyador | 45.  | 11 de juny de 1979     | Roland Garros (4)                     | Terra batuda | Víctor Pecci       | 6−3, 6−1, 6−7, 6−4           |
| Guanyador | 46.  | 7 de juliol de 1979    | Wimbledon (4)                         | Gespa        | Roscoe Tanner      | 6−7, 6−1, 3−6, 6−3, 6−4      |
| Guanyador | 47.  | 16 de juliol de 1979   | Bastad (3)                            | Terra batuda | Balazs Taroczy     | 6−1, 7−5                     |
| Guanyador | 48.  | 13 d'agost de 1979     | Toronto                               | Dura         | John McEnroe       | 6−3, 6−3                     |
| Guanyador | 49.  | 17 de setembre de 1979 | Palerm, Itàlia                        | Terra batuda | Corrado Barazzutti | 6−4, 6−0, 6−4                |
| Guanyador | 50.  | 30 d'octubre de 1979   | Tòquio (2)                            | Moqueta      | Jimmy Connors      | 6−2, 6−2                     |
| Guanyador | 51.  | 9 de desembre de 1979  | Mont-real, Canadà                     | Moqueta      | Jimmy Connors      | 6−4, 6−2, 2−6, 6−4           |
| Guanyador | 52.  | 13 de gener de 1980    | Copa Masters, Nova York               | Moqueta      | Vitas Gerulaitis   | 6−2, 6−2                     |
| Guanyador | 53.  | 10 de febrer de 1980   | Boca Raton (4)                        | Terra batuda | Vitas Gerulaitis   | 6−1, 5−7, 6−1                |
| Guanyador | 54.  | 24 de febrer de 1980   | Salisbury, Estats Units               | Terra batuda | Vijay Amritraj     | 7−5, 6−1, 6−3                |
| Guanyador | 55.  | 30 de març de 1980     | Niça (2)                              | Terra batuda | Manuel Orantes     | 6−2, 6−0, 6−1                |
| Guanyador | 56.  | 6 d'abril de 1980      | Montecarlo (3)                        | Terra batuda | Guillermo Vilas    | 6−1, 6−0, 6−2                |
| Guanyador | 57.  | 27 d'abril de 1980     | Las Vegas (3)                         | Dura         | Harold Solomon     | 6−3, 6−1                     |
| Guanyador | 58.  | 8 de juny de 1980      | Roland Garros (5)                     | Terra batuda | Vitas Gerulaitis   | 6−4, 6−1, 6−2                |
| Guanyador | 59.  | 6 de juliol de 1980    | Wimbledon (5)                         | Gespa        | John McEnroe       | 1−6, 7−5, 6−3, 6−7, 8−6      |
| Finalista | 19.  | 17 d'agost de 1980     | Toronto                               | Dura         | Ivan Lendl         | 6−4, 4−5, retirada           |
| Finalista | 20.  | 7 de setembre de 1980  | US Open (3)                           | Dura         | John McEnroe       | 6−7, 1−6, 7−6, 7−5, 4−6      |
| Finalista | 21.  | 19 d'octubre de 1980   | Basilea                               | Dura (i)     | Ivan Lendl         | 3−6, 2−6, 7−5, 6−0, 4−6      |
| Guanyador | 60.  | 10 de novembre de 1980 | Estocolm                              | Moqueta      | John McEnroe       | 6−3, 6−4                     |
| Guanyador | 61.  | 14 de gener de 1981    | Copa Masters, Nova York               | Moqueta      | Ivan Lendl         | 6−4, 6−2, 6−2                |
| Finalista | 22.  | 29 de març de 1981     | Milà                                  | Moqueta      | John McEnroe       | 6−7, 4−6                     |
| Guanyador | 62.  | 7 de juny de 1981      | Roland Garros (6)                     | Terra batuda | Ivan Lendl         | 6−1, 4−6, 6−2, 3−6, 6−1      |
| Finalista | 23.  | 4 de juliol de 1981    | Wimbledon                             | Gespa        | John McEnroe       | 6−4, 6−7, 6−7, 4−6           |
| Guanyador | 63.  | 19 de juliol de 1981   | Stuttgart, Alemanya                   | Terra batuda | Ivan Lendl         | 1−6, 7−6, 6−2, 6−4           |
| Finalista | 24.  | 13 de setembre de 1981 | US Open (4)                           | Dura         | John McEnroe       | 6−4, 2−6, 4−6, 3−6           |
| Guanyador | 64.  | 27 de setembre de 1981 | Ginebra, Suïssa                       | Terra batuda | Tomáš Šmíd         | 6−4, 6−3                     |

#### Períodes com a número 1
| Núm. | Predecessor   | Dates                   | Successor     | Setmanes | Acumulat |
| ---- | ------------- | ----------------------- | ------------- | -------- | -------- |
| 1.   | Jimmy Connors | 23/08/1977 − 29/08/1977 | Jimmy Connors | 1        | 1        |
| 2.   | Jimmy Connors | 09/04/1979 − 20/05/1979 | Jimmy Connors | 6        | 7        |
| 3.   | Jimmy Connors | 09/07/1979 − 02/03/1980 | John McEnroe  | 34       | 41       |
| 4.   | John McEnroe  | 24/03/1980 − 10/08/1980 | John McEnroe  | 20       | 61       |
| 5.   | John McEnroe  | 18/08/1980 − 05/07/1981 | John McEnroe  | 46       | 107      |
| 6.   | John McEnroe  | 20/07/1981 − 02/08/1981 | John McEnroe  | 2        | 109      |

### Dobles masculins: 7 (4−3)
| Resultat  | Núm. | Data                   | Torneig                 | Superfície   | Parella         | Oponents                         | Marcador                |
| --------- | ---- | ---------------------- | ----------------------- | ------------ | --------------- | -------------------------------- | ----------------------- |
| Finalista | 1.   | 25 de setembre de 1972 | Albany, Estats Units    | Dura         | Ove Bengtson    | Bob Hewitt Frew McMillan         | 4−6, 2−6                |
| Finalista | 2.   | 8 de juliol de 1974    | Bastad, Suècia          | Terra batuda | Ove Bengtson    | Paolo Bertolucci Adriano Panatta | 3−6, 6−2, 3−6           |
| Guanyador | 1.   | 11 de febrer de 1974   | Bolonya WCT, Itàlia     | Moqueta      | Ove Bengtson    | Arthur Ashe Roscoe Tanner        | 6−4, 5−7, 4−6, 7−6, 6−2 |
| Guanyador | 2.   | 23 de febrer de 1974   | Londres WCT, Regne Unit | Moqueta      | Ove Bengtson    | Mark Farrell John Lloy           | 7−6, 6−3                |
| Guanyador | 3.   | 7 de juliol de 1975    | Bastad                  | Terra batuda | Ove Bengtson    | Juan Gisbert Manuel Orantes      | 7−6, 7−5                |
| Guanyador | 4.   | 24 d'octubre de 1975   | Barcelona, Espanya      | Terra batuda | Guillermo Vilas | Wojtek Fibak Karl Meiler         | 3−6, 6−4, 6−3           |
| Finalista | 3.   | 12 d'abril de 1976     | Montecarlo, Mònaco      | Terra batuda | Guillermo Vilas | Wojtek Fibak Karl Meiler         | 6−7, 1−6                |

### Equips: 1 (1−0)
| Resultat  | Núm. | Data                      | Torneig                      | Superfície  | Equip                                      | Oponents                                             | Marcador |
| --------- | ---- | ------------------------- | ---------------------------- | ----------- | ------------------------------------------ | ---------------------------------------------------- | -------- |
| Guanyador | 1.   | 19−21 de desembre de 1975 | Copa Davis, Estocolm, Suècia | Moqueta (i) | Birger Andersson Ove Bengtson Rolf Norberg | Jiri Hrebec Jan Kodes Frantisek Pala Vladimir Zednik | 3−2      |

## Trajectòria

### Individual
| Open d'Austràlia | A     | A     | 3R    | A     | A     | A    | A    | A    | A    | A    | A    | A   | 0 / 1     | 1 – 1     |
| Roland Garros | A     | 4R    | G     | G     | QF    | A    | A    | G    | G    | G    | G    | A   | 6 / 8     | 49 – 2    |
| Wimbledon | A     | QF    | 3R    | QF    | G     | G    | G    | G    | G    | G    | F    | A   | 5 / 9     | 51 – 4    |
| US Open | Q     | 4R    | 2R    | SF    | F     | 4R   | 4R   | F    | QF   | F    | F    | A   | 0 / 10    | 40 – 10   |
| Tennis Masters Cup | A     | A     | RR    | F     | A     | F    | F    | A    | G    | G    | A    | A   | 2 / 5     | 16 – 6    |
| WCT Finals | A     | A     | F     | F     | G     | A    | A    | SF   | F    | A    | A    | A   | 1 / 5     | 10 – 3    |
| Total Victòries−Derrotes                                                                                                  | 12−13 | 51−24 | 94−24 | 89−19 | 59−12 | 78−7 | 78−7 | 79−7 | 84−6 | 70−6 | 35−6 | 2−1 | 654 – 140 | 654 – 140 |
| Rànquing a final d'any | –     | 18    | 3     | 3     | 2     | 3    | 3    | 2    | 1    | 1    | 4    | 262 |           |           |
| Llegenda: G: Guanyador; F: Finalista; SF: Semifinalista; QF: Quarts de final; Q: Qualificació; A: Absent; RR: Round Robin |       |       |       |       |       |      |      |      |      |      |      |     |           |           |

### Dobles masculins
| Open d'Austràlia | A   | A     | 3R    | A     | A   | A   | A   | 0 / 1   | 2 – 1   |
| Roland Garros | A   | 2R    | SF    | SF    | A   | A   | A   | 0 / 3   | 9 – 3   |
| Wimbledon | A   | 2R    | 1R    | 2R    | 3R  | A   | A   | 0 / 4   | 4 – 4   |
| US Open | 1R  | 2R    | 2R    | 3R    | 2R  | A   | A   | 0 / 5   | 5 – 5   |
| Total Victòries−Derrotes                                                                                                  | 4−9 | 18−17 | 32−21 | 27−14 | 7−8 | 2−2 | 2−2 | 86 – 81 | 86 – 81 |
| Llegenda: G: Guanyador; F: Finalista; SF: Semifinalista; QF: Quarts de final; Q: Qualificació; A: Absent; RR: Round Robin |     |       |       |       |     |     |     |         |         |

## Guardons
- Campió del món ITF (1978, 1979, 1980)
- Jugador de l'any ATP (1976, 1977, 1978, 1979, 1980)